# Peripillán
Peripillán (del mapudungun Pire Pillan, Pillán del granizo) es el nombre con el designa el pueblo mapuche a uno de los principales espíritus o pillán.

## Descripción
En la religión mapuche, Peripillán es el opuesto de Antu, representa la fuerza, el instinto, la sangre, el reinado de la oscuridad. Es el padre del fuego que vive en los volcanes.

## Leyenda
Siempre había disputas entre Antu y Peripillán, que comprometían las luces y colores del Wenu Mapu; Peripillán envidiaba el color oro de Antu porque la llama no logra ennegrecerlo, y Antu el de su rival porque la llama reluce más que el oro en la oscuridad.
Los dos pillanes terminaron enfrentándose, Antu fue el triunfador, hundió a Peripillán en las profundidades del mapu (tierra) colocando grandes piedras sobre él.
Sin embargo la luz del fuego sigue existiendo, cuando se mueve tratando salir de su encierro, el mapu entero se sacude. A veces su cuerpo de llamas atraviesa las montañas hasta alcanzar las cumbres más elevadas, y por allí logra sacar un brazo o una mano que resbala por las laderas como una enorme culebra de fuego.
- Datos: Q115798843